# 人造人間クエスター
『人造人間クエスター』（じんぞうにんげんクエスター / 原題：The Questor Tapes） はアメリカのSFテレビドラマ。1973年にNBCで制作され、1974年1月23日に放映された。『宇宙大作戦』の原作者であるジーン・ロッデンベリーがテレビシリーズ化を前提に企画したものだが、単発番組のみで終わっている。日本では1977年1月2日にNHK総合で『人造人間クエスター』のタイトルで放映された。

## 概要
『宇宙大作戦』を成功させたジーン・ロッデンベリーは、同番組の終了後、新たなテレビシリーズを模索していた。ロッデンベリーは、本作をテレビシリーズ化を前提としたパイロット版として製作した。
本作の主役であるロバート・フォックスワースとマイク・ファレルは、製作前に13話分の契約をとりかわしていた。他にも数人の役者や、プロデューサーとしてマイケル・ローズとアール・ブース、脚本家としてラリー・アレクサンダーが参加する予定で、金曜日の夜10時からNBCにて放映される予定であった。但しこの枠は、『宇宙大作戦』の終了後、米国では視聴率の取りにくい「デススロット」と呼ばれる番組枠だった。
ロッデンベリーとユニバーサル、NBCの間で、このシリーズの制作方針は最初から食い違っていた。とりわけ、パイロット版のラストに描かれる啓示を無視し、ロビンソンを登場させないという方針についてロッデンベリーは強い難色を示したため、シリーズ化は取りやめとなり、このパイロット版のみが単体放映された。なお、本作は1975年度のヒューゴー賞（映像部門）にノミネートされている。
音楽は、ジャズミュージシャン及びサックス奏者として高名なギル・メレの手によるものである。この作品のために作られたテーマのうちのいくつかは、同じくユニバーサル作品である『事件記者コルチャック』に流用されている。
2010年頃、アメリカで再度テレビシリーズ化の企画が持ち上がったが、2019年現在続報はない。

## あらすじ
オープニングにミケランジェロの絵画「アダムの創造」が映され、これが創造主と被創造物との物語であることが暗示される。
2度のノーベル賞受賞歴を持つ科学者のエミール・ヴァスロヴィック博士は、アンドロイドを開発する「プロジェクト・クエスター」を推進していたが、研究半ばで消息を絶っていた。ジェフリー・ダーロ博士を中心とする残された専門家チームは、ヴァスロヴィックの暗号化された記録テープを解析するが失敗し、プログラムの半分を消去させてしまう。次にダーロは、ヴァスロヴィックの助手だったジェリー・ロビンソンの意見を退けて、新たに開発したプログラムのインストールをアンドロイドに行うが失敗、更にヴァスロヴィックの残したテープも試すものの、結局アンドロイドは起動しなかった。しかし、スタッフ全員が研究所を引き上げた後、突如アンドロイドは起動する。不完全の体を自ら完成させると研究所から脱走し、ヴァスロヴィックの研究記録施設から情報を盗み、自らをクエスターと名乗るようになる。
ダーロはロビンソンの言動に不信感を抱いており、失踪したヴァスロヴィックについて秘密を抱えているのではと疑い、ロビンソンに自宅軟禁を命ずる。程なくしてロビンソンの自宅にクエスターが侵入し、自らの創造主であるヴァスロヴィックの捜索協力と、その手掛かりとなるロンドンへの渡航を要請する。ロビンソンは渋々ながらも行動を共にすることを認め、クエスターが持つ情報を頼りに二人はロンドンへ向かう。
クエスターとロビンソンが逃亡したと見なしたダーロは、軍や警察の協力を得ながら行方を追う。二人は追跡を逃れつつ、ヴァスロヴィックの協力者だという謎の女性、レディ・ヘレナの邸宅に赴き、その地下室にはヴァスロヴィックが設置した高度な情報収集センターがあることを知る。そこで多くの情報を得たクエスターは、ロビンソンに感謝の伝言を残して行方をくらまそうとするが、追ってきたロビンソンに引き留められる。クエスターはロビンソンに、ヴァスロヴィックが潜む場所はノアの箱舟に関係していること、プログラムされた期限までに彼を見つけなければ自分の体内原子炉に組み込まれた起爆装置が作動する旨を告げる。互いに友情に似た感覚を抱くようになっていたロビンソンとクエスターであったが、2人の行方を突き止めたロンドン警察がその行く手を阻み、逃走を試みたクエスターは銃弾に倒れてしまう。
大きな損傷を受けたクエスターであったが、ロビンソンの懸命な修復によって蘇生し、共にアララト山へと向かう。山中には不思議な構造を持った洞窟が設けられており、そこに潜んでいたヴァスロヴィックから事件の全容と真実、そして未来への啓示を受けるのだった。

## キャスト
| 役名                           | 俳優                       | 日本語吹替                                 |
| 役名                           | 俳優                       | NHK版                                      |
| ------------------------------ | -------------------------- | ------------------------------------------ |
| クエスター                     | ロバート・フォックスワース | 家弓家正                                   |
| ジェリー・ロビンソン           | マイク・ファレル           | 天田俊明                                   |
| ジェフリー・ダーロ博士         | ジョン・ヴァーノン         | 鈴木瑞穂                                   |
| エミール・ヴァスロヴィック博士 | リュー・エアーズ           | 宮内幸平                                   |
| ヘレナ・トリンブル             | ダナ・ウィンター           | 藤波京子                                   |
| ドクター・チェン               | ジェームズ・シゲタ         | 野島昭生                                   |
| アリソン・サンプル             | エレン・ウエストン         | 此島愛子                                   |
| マイケルズ博士                 | ロバート・ダグラス         | 仁内達之                                   |
| ブラッドリー博士               | メイジェル・バレット       | 谷育子                                     |
| オードレット博士               | フレッド・サドフ           | 上田敏也                                   |
| ゴルロフ博士                   | ルーベン・シンガー         | 杉田俊也                                   |
| ダーロ博士の秘書               | ウォルター・ケーニッヒ     |                                            |
| 不明 その他                    |                            | 緑川稔 渡部猛 桜本昌弘 鈴木れい子 青木明子 |
|                                |                            |                                            |
| 演出                           | 演出                       | 左近允洋                                   |
| 翻訳                           | 翻訳                       | 額田やえ子                                 |
| 効果                           |                            |                                            |
| 調整                           |                            |                                            |
| 制作                           | 制作                       | グロービジョン                             |
| 解説                           |                            |                                            |
| 初回放送                       | 初回放送                   | 1977年1月2日 『NHK総合』 14:30-16:00       |

## スタッフ
- 監督 - リチャード・コーラ（英語版）
- 製作総指揮・原案・脚本 - ジーン・ロッデンベリー
- 脚本 - ジーン・L・クーン（英語版）
- 撮影 - マイケル・マーガリーズ
- 特撮 - アルバート・ホイットロック
- 音楽 - ギル・メレ

## 影響
『新スタートレック』に登場するアンドロイド・データ少佐は、ロッデンベリーの息子ロッドによると、クエスターのオマージュであるという。クエスターがロンドンのカジノで正確にゾロ目を出し続けるシーンは、『新スタートレック』第38話「ホテル・ロイヤルの謎」で再現された。

## 再放送・メディア化
日本では、1977年に吹き替え版がNHK総合テレビで放映されたのち、1980年代前半までは吹替の声優はそのままに民放各局で再放送が繰り返されていた。その際に『改造人間クエスター』と改題されて放映された事もある。
アメリカでは2012年にDVD化され、日本でもスティングレイによってDVDが発売された。2017年には、NBCユニバーサルエンターティメントより、ブックレットを除いた廉価版が発売された。どちらもNHK版の日本語音声を収録。